# Apogonia carlotae
Apogonia carlotae är en skalbaggsart som beskrevs av Chapin 1931. Apogonia carlotae ingår i släktet Apogonia och familjen Melolonthidae. Inga underarter finns listade i Catalogue of Life.